# روزشمار
روزشمار، گاهداد یا تاریخ تقویم (به انگلیسی: Calendar date) مرجع و اشاره به یک روز خاص است که در یک سیستم تقویمی نمایش داده می‌شود. روزشماری امکان مشخص بودن هر روز را از دیگر روزها فراهم می‌کند و با استفاده از آن می‌توان تعداد روزهای بین دو سیستم تقویمی متفاوت را محاسبه کرد. به عنوان مثال، روز "۲۴ مارس ۲۰۲۵" ده روز پس از "۱۴ مارس ۲۰۲۵" در گاه‌شماری میلادی است. تاریخ یک رویداد خاص به منطقه زمانی آن رویداد بستگی دارد. به عنوان مثال، حمله هوایی به پرل هاربر که از ساعت ۷:۴۸ دقیقه بعد از ظهر به وقت هاوایی در ۷ دسامبر آغاز شد- ساعت ۳:۱۸ دقیقه زمان استاندارد صبح ژاپن در ۸ دسامبر در ژاپن در سال ۱۹۴۱ انجام شده‌است.
یک روز خاص ممکن است در کنار تقویم دیگری مانند گاه‌شماری گرگوری و گاه‌شماری ژولینی؛ که به‌طور همزمان در مکان‌های مختلف مورد استفاده قرار می‌گیرند با یک تاریخ متفاوت نشان داده شود. در بیشتر سیستم‌های تقویمی، تاریخ از سه بخش تشکیل می‌شود: روز آن ماه، ماه، و سال. همچنین ممکن است بخش یا بخش‌های دیگری مانند «روز هفته» در آن گنجانده شده‌باشد. سال‌ها بیشتر از نقطه شروع خاصی؛ که معمولاً به آن مبدأ تاریخ گفته می‌شود، شمرده می‌شوند و گشتمان آن با اشاره به دوره‌ای خاص از زمان است (به کاربردهای متفاوت دیگری که از «دوران» در مقیاس زمانی زمین‌شناسی می‌شود توجه شود).
بیشترین استفادهٔ گسترده از روزشمار، عرف تولد عیسی مسیح است (که در سدهٔ ششم توسط دیونسیس اگزیگوس تأسیس شد). تاریخ بدون سال نیز ممکن است به عنوان تاریخ یا تاریخ تقویم (مانند "۱۸ مارس" به جای "۱۸ مارس ۲۰۲۵") ذکر شود). به این ترتیب، روز یک رویداد سالانه مانند متولدین ۳۱ مه، تعطیلات ۱ سپتامبر یا کریسمس ۲۵ دسامبر را تعیین می‌کند که اشاره به سال تقویمی خاصی نیست.
بسیاری از سیستم‌های رایانه‌ای در موارد داخلی برای زمان با فرمت زمان یونیکس را بکار می‌برند و برخی از فرمت‌های زمان دیگری استفاده می‌کنند. دستور تاریخ (یونیکس) - در داخل با استفاده از توابع تاریخ و زمان C - می‌تواند مورد استفاده قرار گیرد تا آن بازنمایی داخلی یک نقطه از زمان را به بیشتر نمایش‌های تاریخ نشان داده شده در اینجا تبدیل کند.
تاریخ فعلی (امروز) در گاه‌شماری میلادی، ۱۸ مارس ۲۰۲۵ است. اگر این واقعاً تاریخ فعلی را نشان نمی‌دهد، پس باید حافظه نهان این صفحه را تازه کنید تا به روز شود.

## در نقشه

DMY
DMY, YMD
DMY, MDY
YMD
MDY
MDY, YMD - فقط ایالات متحده آمریکا
MDY, YMD, DMY